# Tridentella ornamenta
Tridentella ornamenta is een pissebed uit de familie Tridentellidae. De wetenschappelijke naam van de soort is voor het eerst geldig gepubliceerd in 1972 door Robert J. Menzies & George.